# Piotr Tretiakov
Piotr Tretiakov est un homme politique russe. Sous le règne de Michel III de Russie, il fut conseiller au Prikaze Posolsky (Conseiller au département de la diplomatie russe) de 1613 à 1618.